# Lovefield
Lovefield is het achtste muziekalbum van Centrozoon, het samenwerkingsverband van Markus Reuter en Bernard Wöstheimrich. De muziek van Centrozoon is voornamelijk gebaseerd op improvisatie op elektronische muziekinstrumenten. De stijl die ze hanteren is moeilijk te omschrijven, maar de benadering ambient en/of experimentele progressieve rock annex jazzrock komt het dichtst in de buurt. De muziek is richtingloos, maar gaat wel vooruit door een puls die steeds opduikt. De stukken zijn daarbij soms onrustig, andere hebben de indringende soundscapes, die Robert Fripp al dan niet binnen King Crimson gebruikt. Om hun constante wil tot verandering te onderstrepen hebben ze het album "opgedragen" aan Mike Oldfield, die in hun ogen al jaren hetzelfde album maakt maar het uitgeeft onder een andere titel. 

## Musici
- Markus Reuter – gitaar
- Bernard Wöstheimrich – synthesizers

## Muziek
Alle van Centrozoon

| Nr. | Titel       | Duur  |
| --- | ----------- | ----- |
| 1.  | Lovefield 1 | 19:15 |
| 2.  | Lovefield 2 | 10:45 |
| 3.  | Lovefield 3 | 16:06 |
| 4.  | Lovefield 4 | 7:35  |
| 5.  | Lovefield 5 | 5:19  |